# Guanacastedagen
Guanacastedagen är en helgdag i Costa Rica. Den firas till minne av då Costa Ricas annekterade Guanacasteprovinsen från Nicaragua 1824. Firandet sker den 25 juli.